# Characta labuanae
Characta labuanae är en insektsart som beskrevs av Morgan Hebard 1922. Characta labuanae ingår i släktet Characta och familjen vårtbitare. Inga underarter finns listade i Catalogue of Life.